# Флагманський корабель

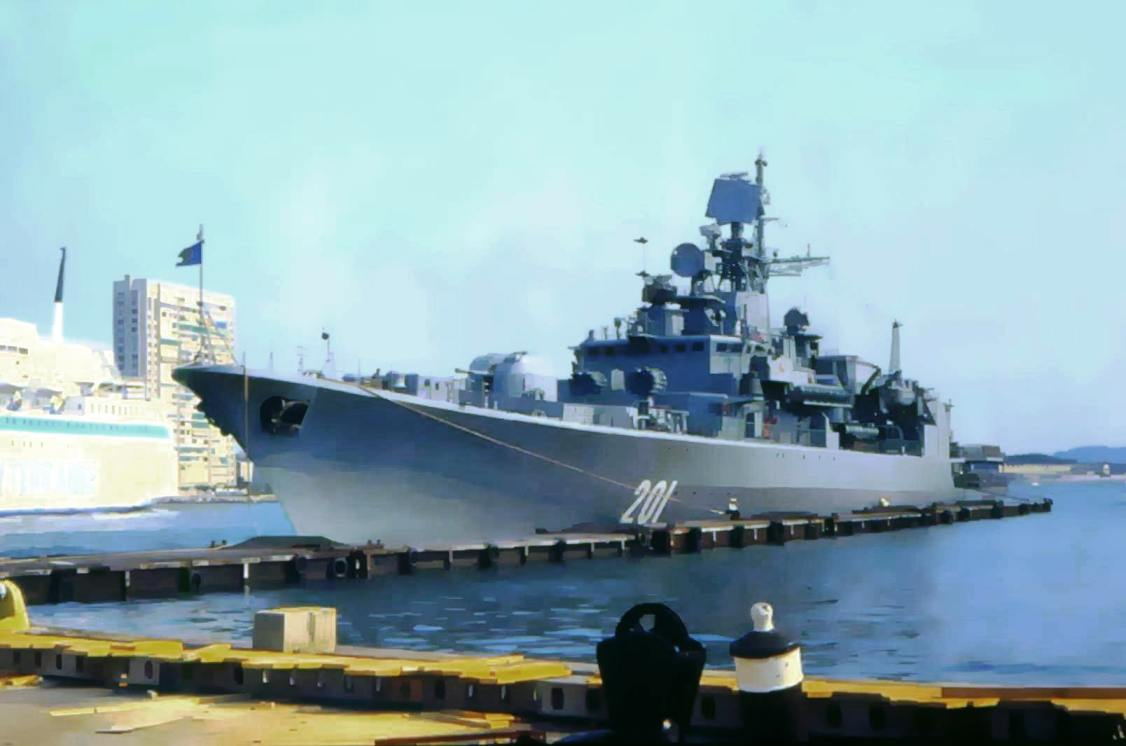
Фрегат «Гетьман Сагайдачний» — флагман Військово-морських Сил України

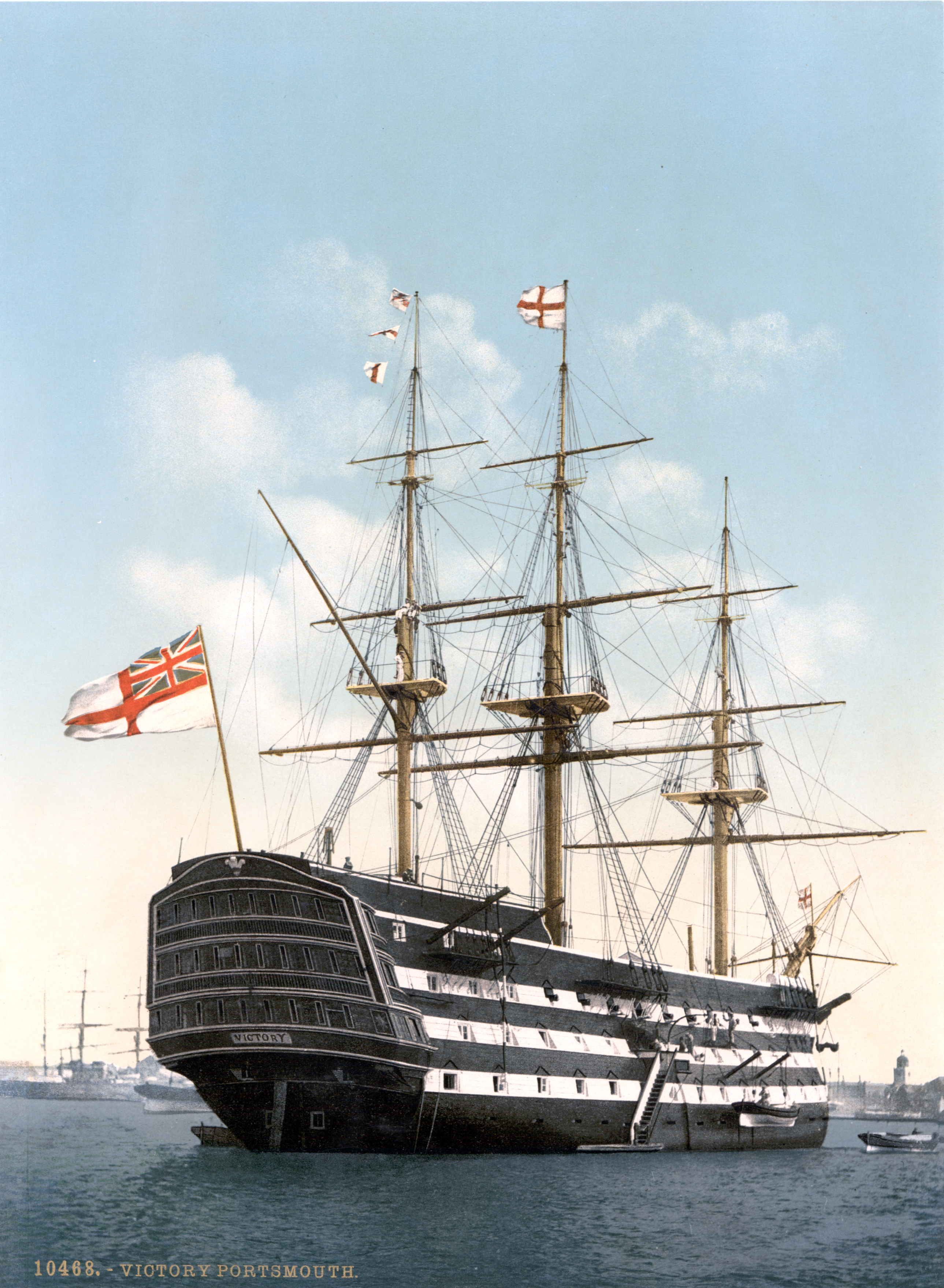
HMS «Вікторі» — флагманський корабель адмірала Нельсона

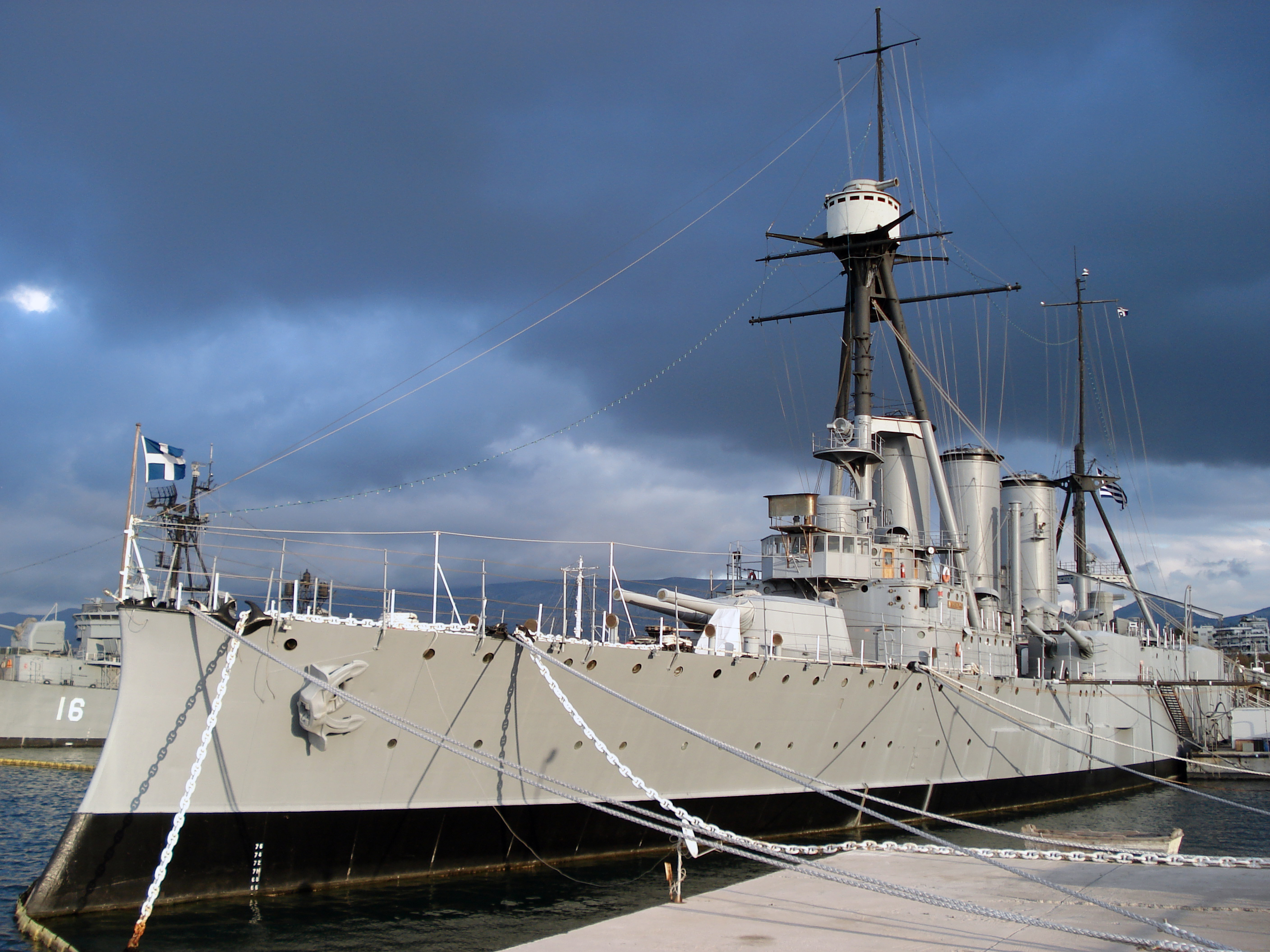
Броненосець «Георгіос Авероф» — флагманський корабель грецького флоту початку 20 століття

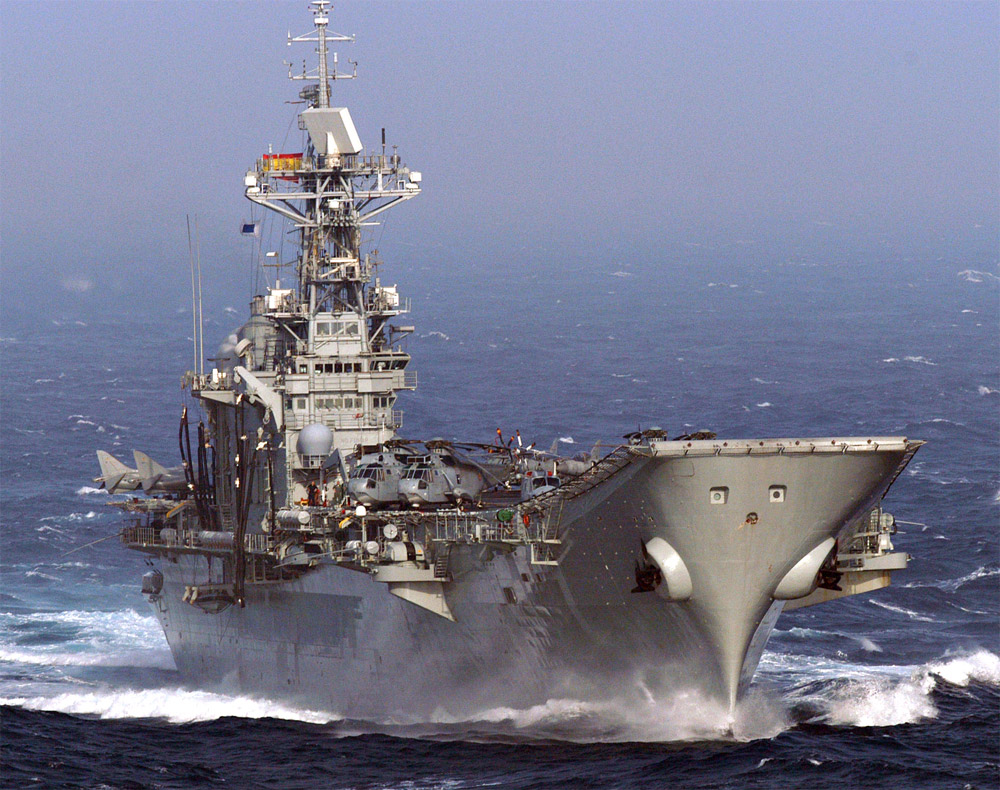
Príncipe de Asturias (R-11) — флагман сучасного іспанського флоту (1988—2013)

Фла́гманський корабель, розм. фла́гман — військовий корабель, з якого флагман (командувач, командир) керує підлеглими силами. Флагманським кораблем може бути спеціальний корабель управління або один з бойових кораблів з'єднання, котрий оснащується необхідними технічними засобами управління силами. На флагманському кораблі знаходиться основний склад штабу (Флагманський командний пункт), встановлюється безперервне оперативне чергування. Посадовий прапор (брейд-вимпел) командувача (командира) залишається піднятим на флагманському кораблі вдень і вночі, та не спускається і при короткочасній його відсутності. Вночі флагманський корабель несе на грот-щоглі розрізнювальний знак — флагманський вогонь.
Флагманським кораблем зазвичай називають також найкращі кораблі флотів (флотилій).